# Vitré (Ille-et-Vilaine)
Vitré is een gemeente in het Franse departement Ille-et-Villaine, in Bretagne. De gemeente telde 18.892 inwoners op 1 januari 2022. Ze ligt ongeveer midden tussen Rennes en Laval. De stad ligt op een vooruitstekend gedeelte van een heuvel boven de rivier de Vilaine en is nog gedeeltelijk door een oude vestingmuur omgeven.

## Geschiedenis
Ten tijde van de hertogen van Bretagne was Vitré een grensvesting, net als Fougères. De baronnen van Vitré bouwden het 11e-eeuwse kasteel tussen de 13e en de 15e eeuw uit tot een machtige vesting om de Marches de Bretagne, het grensgebied met Maine en Anjou, te verdedigen. De stad kende haar bloei in de middeleeuwen dankzij de internationale handel in canvas, een stof gebruikt om goederen in te verpakken of om zeilen van te maken.
Vitré was een bolwerk van de protestanten in Bretagne. Veel hugenoten uit de wijde omgeving vonden er beschutting aan het einde van de 16e eeuw. Na het Edict van Nantes (1598) kwam hierin verandering. De protestantse vluchtelingen verlieten de stad en de katholieke religie eiste haar plaats weer op. Er vestigden zich nieuwe kloosterorden in de stad, waaronder de dominicanen. Er volgde een periode van fragiel samenleven van beide religies. De kerken van Vitré werden weer katholiek en de protestanten moesten gebruik maken van de markthal voor hun diensten. Katholieken en protestanten hadden hun eigen begraafplaatsen. Na het Edict van Fontainebleau (1685) kwam hieraan een einde: enkel het katholieke geloof mocht voortaan openlijk beleden worden.
De Staten van Bretagne hielden verschillende keren zitting in Vitré tussen 1655 en 1706. Maar toen was de bloeitijd van de stad al voorbij.
Er kwam een nieuwe dynamiek toen in de 19e eeuw de spoorwegmaatschappij Compagnie des chemins de fer de l'Ouest het station opende en een legerkazerne (caserne de la Trémoïlle) werd geopend. Voor de groeiende bevolking werd de neoromaanse kerk Saint-Martin gebouwd. Vanaf de jaren 1960 zet de stad, die een deel van haar middeleeuws centrum heeft bewaard, in op het toerisme.

## Bezienswaardigheden
De kerk Notre-Dame uit de 15e en 16e eeuw heeft een indrukwekkend zuidfront, waaraan een kansel van steen, uit de 15e eeuw, is aangebouwd. De klokkentoren is in 1858 gebouwd. In de sacristie bevindt zich het Triptychon met 32 emailplaten uit Limoges, dat zijn voorstellingen uit het leven van Maria en Christus uit 1544.
De belangrijkste bezienswaardigheid in Vitré is het Château de Vitré, dat tot de meesterwerken van de Bretonse vestingbouwkunst behoort. Het dateert van omstreeks 1100 en werd in de 14e en 15e eeuw herbouwd. In het kasteel bevindt zich een historisch museum, met ook een kunstcollectie.
Vlak buiten de stad ligt ook het Château des Rochers-Sévigné.

### Afbeeldingen

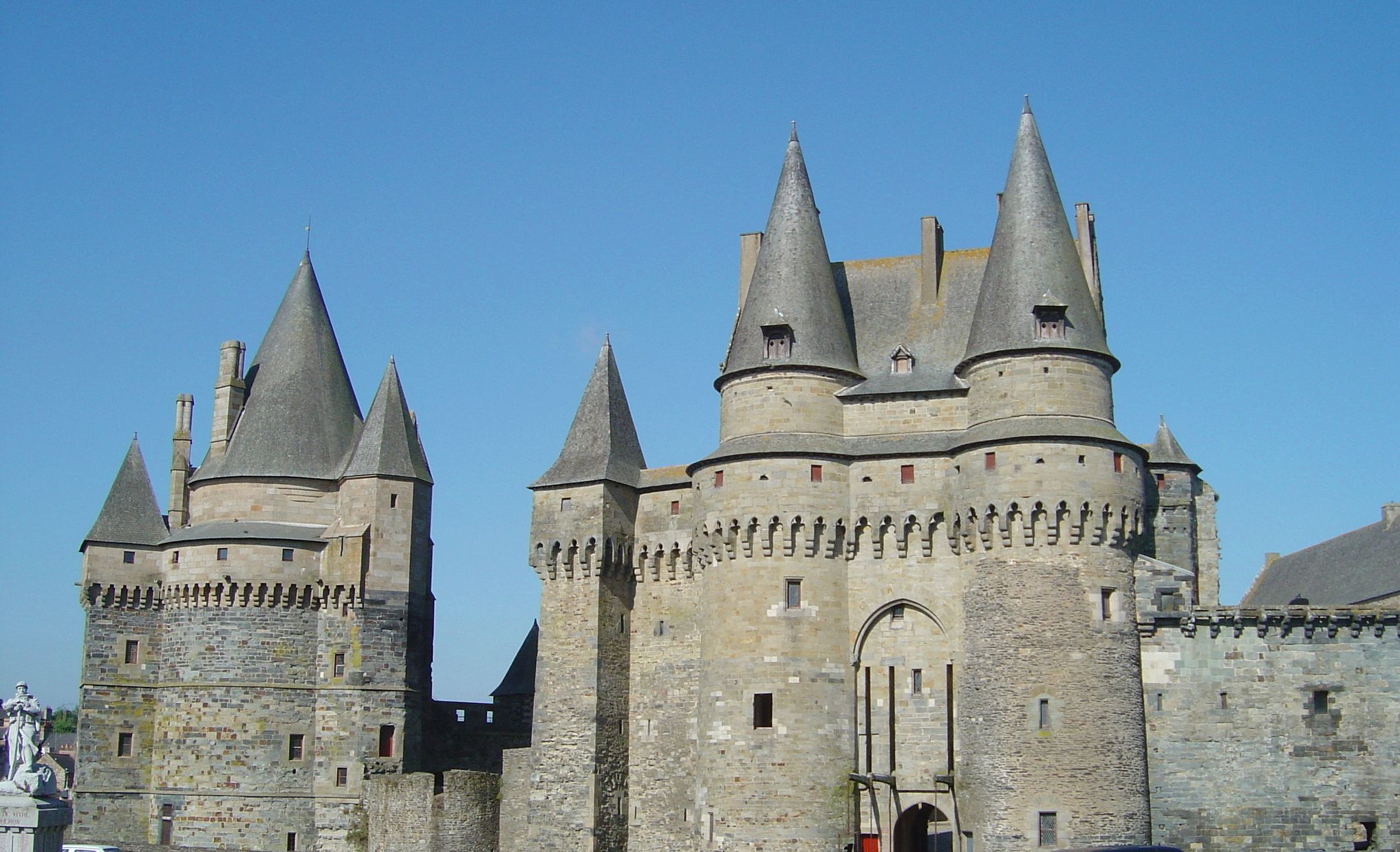
Het kasteel van Vitré
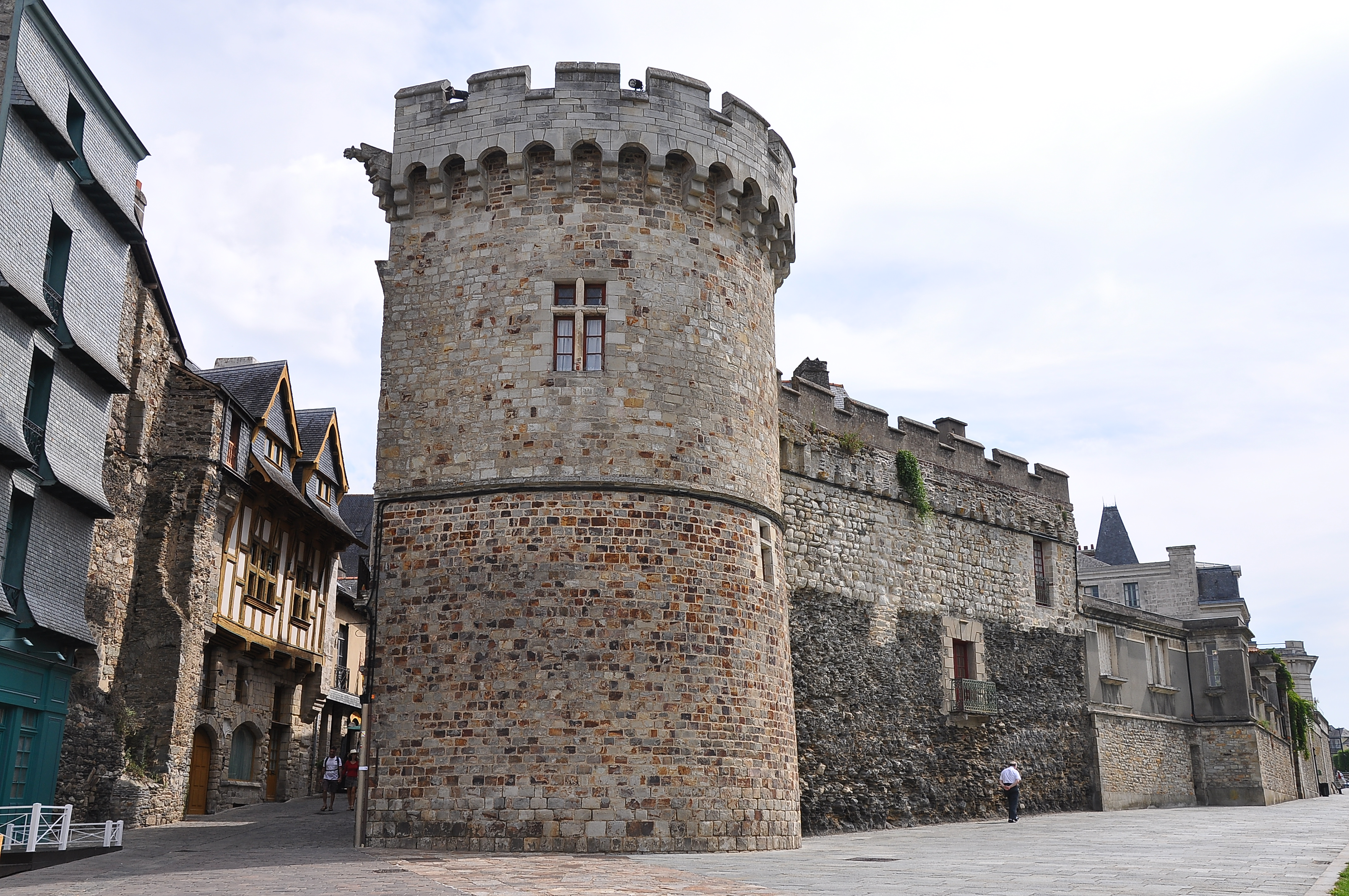
Porte d'Embas
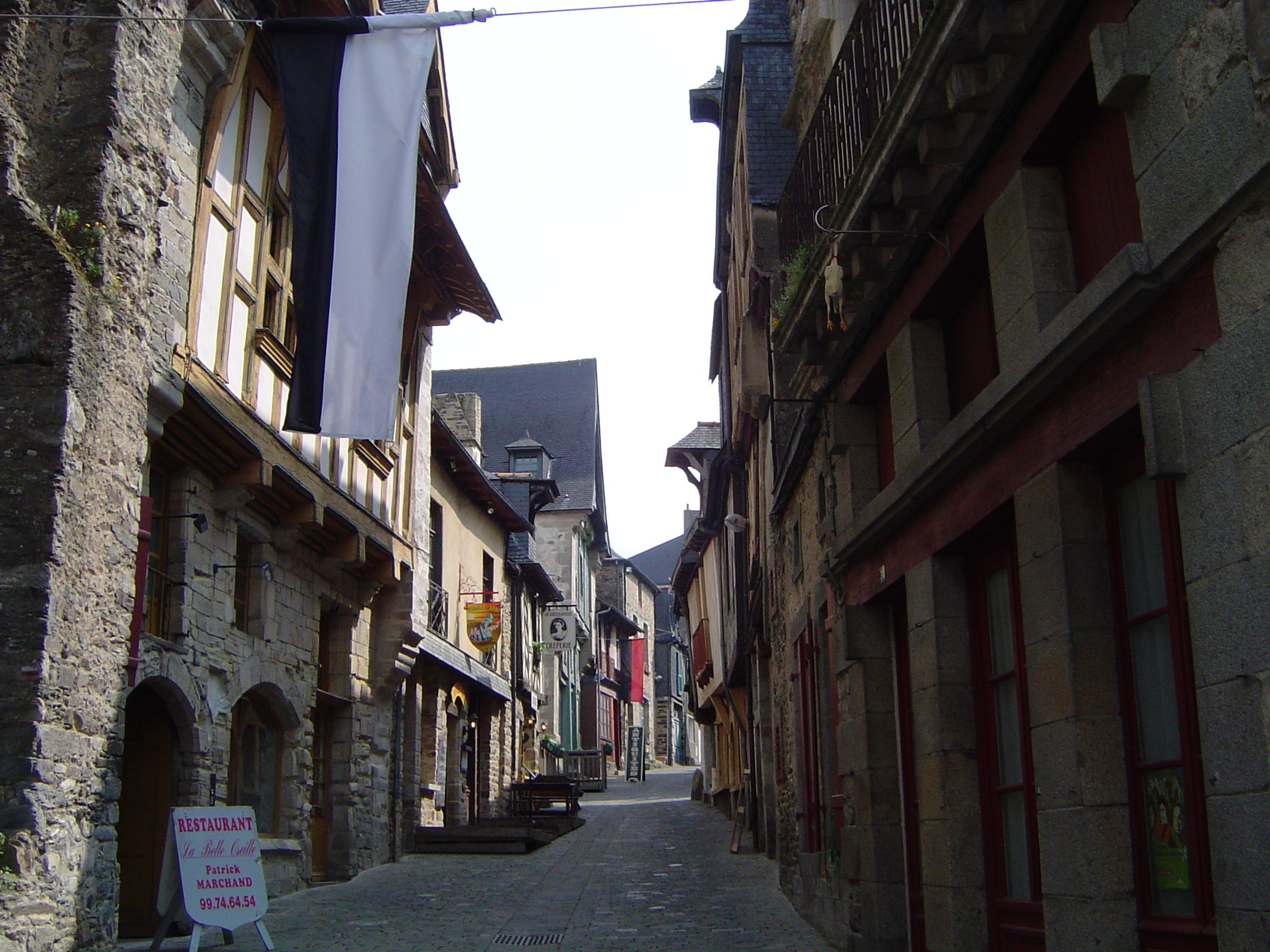
Rue d'Embas
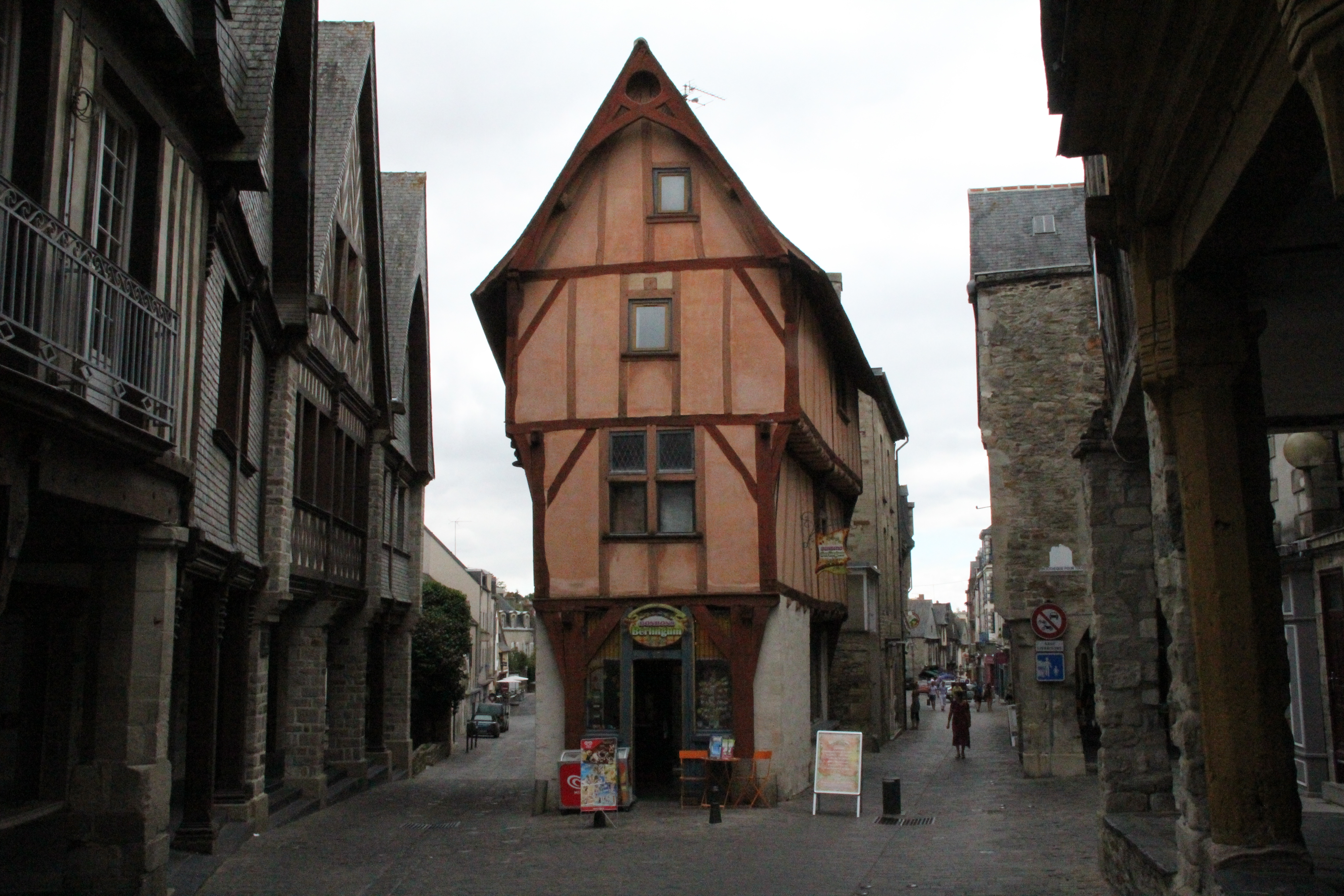
Rue de la Poterie
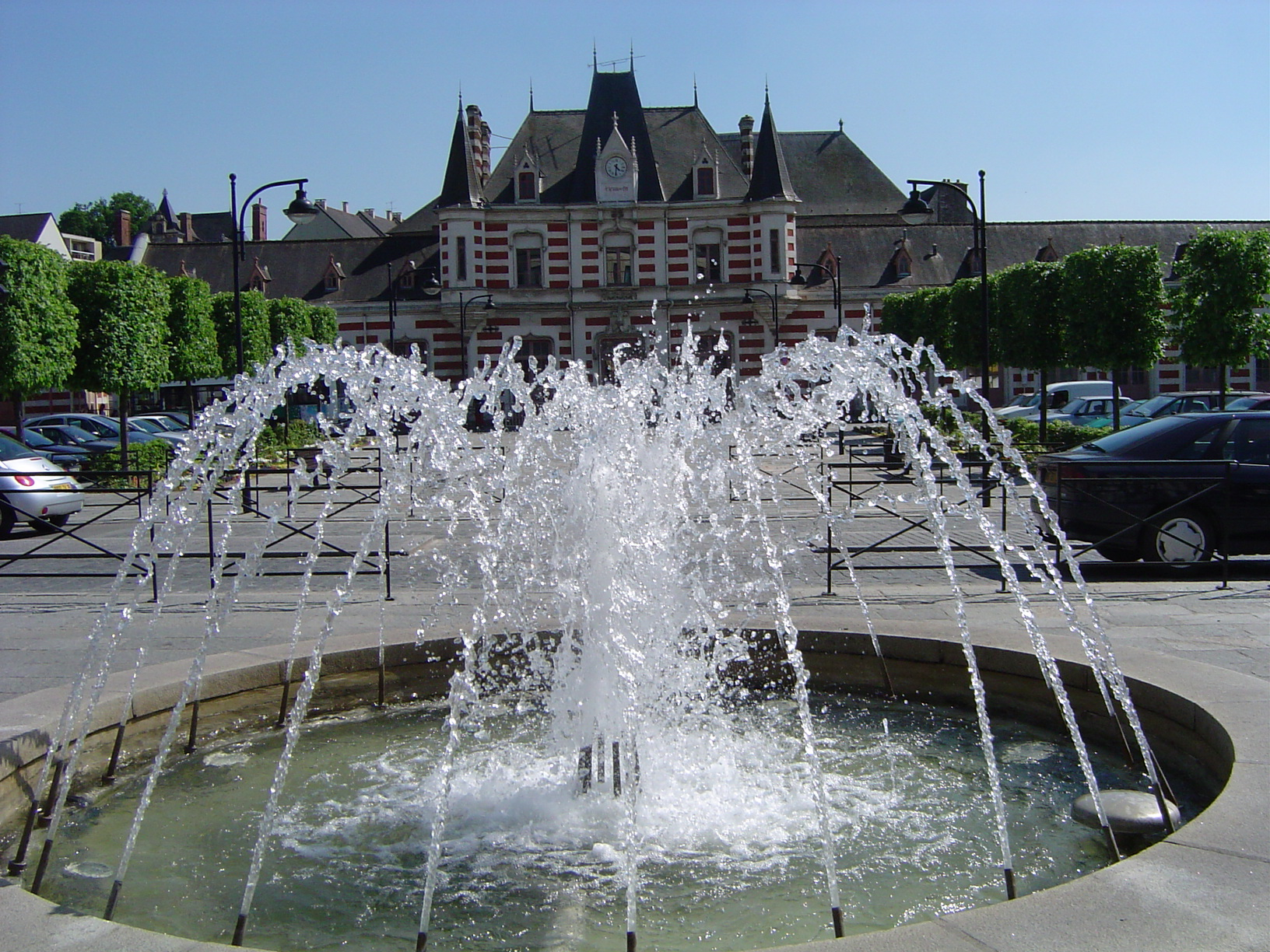
Station

## Geografie
De oppervlakte van Vitré bedroeg op 1 januari 2022 37,03 vierkante kilometer; de bevolkingsdichtheid was toen 510,2 inwoners per km².
De Vilaine stroomt door de gemeente.
De onderstaande kaart toont de ligging van Vitré met de belangrijkste infrastructuur en aangrenzende gemeenten.

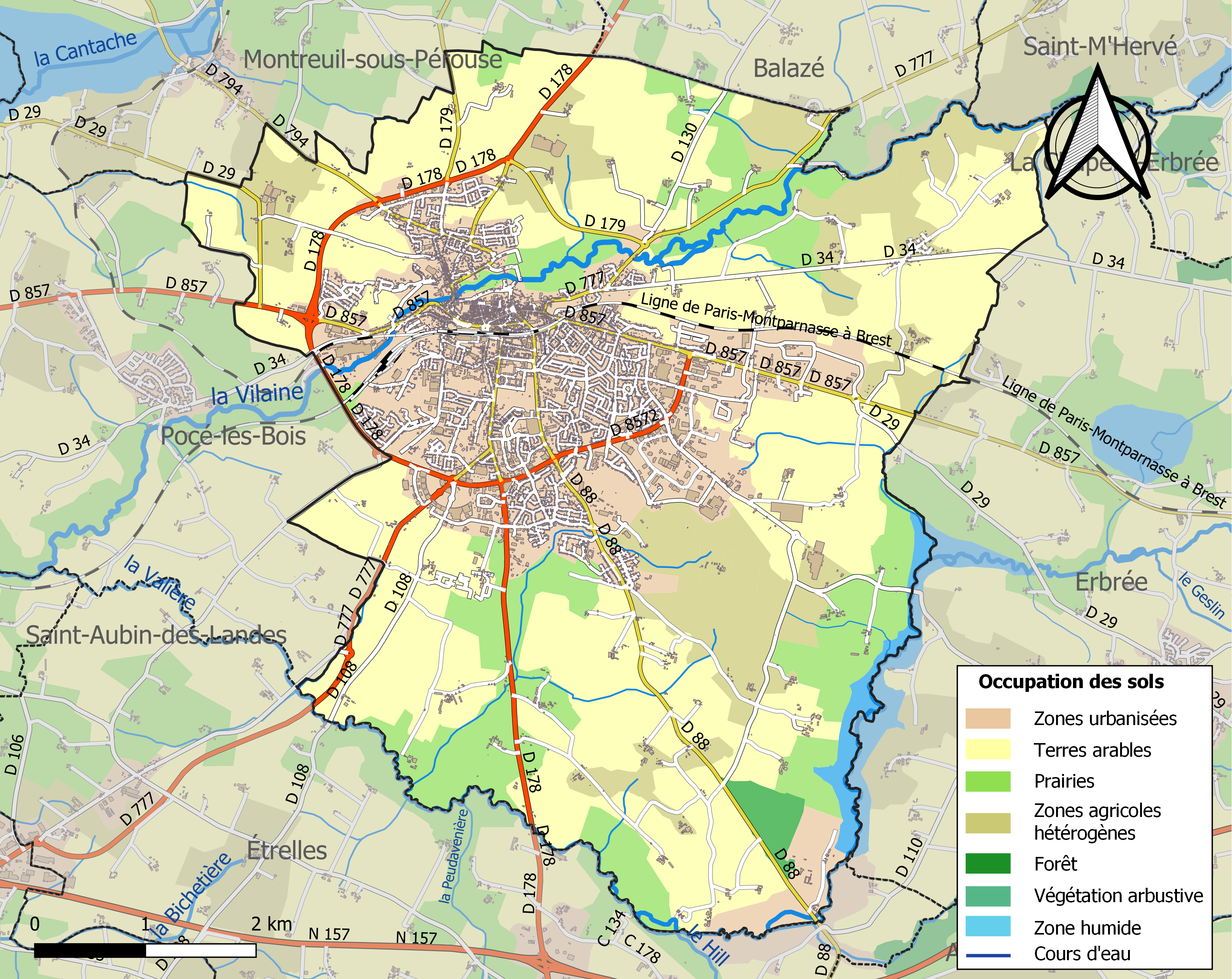

## Vervoer
In de gemeente ligt het station Vitré.

## Demografie
Onderstaande figuur toont het verloop van het inwonertal, bron: INSEE-tellingen. 

## Sport
Vitré is vier keer etappeplaats geweest in wielerkoers Ronde van Frankrijk. De Belg Rudy Mathys (1985), Italiaan Mario Cipollini (1995), Duitser Marcel Wüst (2000) en Australiër Robbie McEwen (2006) wonnen in Vitré.
AS Vitré is de belangrijkste voetbalclub van de stad.